# واندرلاند
واندرلاند' بلدية في ولاية توكانتينس في المنطقة الشمالية من البرازيل.